# Youth (film fra 1917)
Youth er en amerikansk stumfilm fra 1917 af Romaine Fielding.

## Medvirkende
- Carlyle Blackwell som Bryan Goodwin
- June Elvidge som Jean Elliott
- Johnny Hines som Kamura
- George Cowl som Henry Elliott
- Muriel Ostriche som Grace Van Seer